# 莫拉·穆雷失踪事件
莫拉·穆雷（英語：Maura Murray，1982年5月4日—）是一名在马萨诸塞大学阿默斯特分校快读完大三的护理学学生。她于2004年2月9日晚上在新罕布什尔州黑弗里尔伍兹维尔村的112号公路上发生车祸后失踪，至今下落未知。
2月9日（星期一）下午，她在离开大学之前给她的教授和工作主管发了电子邮件。她写道，由于家人過世，想休假一个星期；她的家人否认这一说法。 晚上7点27分，一名当地女子報告在她家附近112号公路的一个急彎有车祸發生。同时一个住在附近的司机在駛經现场時停車，詢問那位女司機是否需要帮忙。她婉拒了，声称已经呼叫了道路救援。回家几分钟后，那名司机将事故报告给紧急部门。晚上7点46分，执法人员赶到现场，但这名女子失踪了。
警方通过车辆追查到穆雷的身份。最初她的案件被视为失踪案件，因为调查人员认为她可能是故意失踪的。这种猜测是出于她当时做好了旅行的准备（没有向朋友或家人透露），现场也没有明显的犯罪迹象。2009年，穆雷的案件被提交给新罕布什尔州无头案部门，当局将它作为“可疑”失踪人员案件处理。
在穆雷失踪后的几年中，她的案件通过20/20和失踪（都是美国电视节目）受到了媒体关注，并在网络论坛上引起大量猜测，包括绑架及故意失踪的理论猜测。在2017年，氧气（一个美国数字电视频道）网络版制作了关于该案的系列纪录片，该片将穆雷的失踪描述为发生于Facebook发布后数天的“社交媒体时代的第一个神秘犯罪”。

## 事件背景

### 早年生活
穆雷于1982年5月4日出生在马萨诸塞州的汉森市，是弗雷德里克k弗雷德）和劳里·穆雷的第四个孩子。她有一个哥哥弗雷德，两个姐姐，凯瑟琳和朱莉，还有一个弟弟库尔特。穆雷在爱尔兰天主教家庭中长大。她六岁时父母离婚，之后她主要和母亲住在一起。
穆雷毕业于惠特曼-汉森高中，是该校田径队的明星队员。她被纽约西点军校录取，学习了三个学期的化学工程。大一之后，她转到马萨诸塞州阿默斯特大学学习护理。

### 失踪之前
2003年11月，即她失踪前三个月，穆雷承认用一张偷来的信用卡在几家餐馆点餐，其中一家在马萨诸塞州的哈德利。该指控持续到12月，并在三个月的良好行为后被解除。2月5日晚，穆雷在校园安全工作岗位执勤时与姐姐凯瑟琳通了电话。她们讨论了凯瑟琳与未婚夫的关系问题。晚上10点30分左右，据说穆雷开始大哭，当时还是她值班。当她的主管到达她的办公桌时，发现穆雷“完全呆住了，没有任何反应”。凌晨1点20分左右，主管送穆雷回宿舍。当被问到有什么不对时，穆雷说了两个词：“我的姐姐。”这通电话的内容一直未知，直到2017年凯瑟琳公开解释了通话内容：当晚，原本酗酒的凯瑟琳从康复诊所出院，在回家的路上，她的未婚夫将她带到一家酒馆，导致她情绪崩溃。
2月7日星期六，穆雷的父亲弗雷德抵达阿默斯特。他告诉调查人员，他和穆雷当天下午去开车购物，之后和他女儿的一位朋友一起吃晚饭。穆雷把父亲送到汽车旅馆房间，借了他的丰田卡罗拉返回校园参加宿舍派对。她于晚上10点30分到达。 2月8日星期天凌晨2点30分，她离开了派对。凌晨3点30分，在去汽车旅馆的途中，她在哈德利的9号公路上撞上了护栏，给她父亲的汽车造成了近1万美元的损失。警察写了一份事故报告，但没有现场的细致检查文件。穆雷被送到她父亲的汽车旅馆，在他的房间待到早上。凌晨4点49分，她从弗雷德的手机上给她的男朋友打了一个电话。电话的接收者和内容始终未知。
星期天早上，弗雷德·穆雷知晓他车子的损害将由汽车保险承保。他租了一辆汽车，把穆雷送到大学，然后前往康涅狄格州。那天晚上11点半，弗雷德打电话给女儿，提醒她到机动车登记处拿事故表格。他们同意在周一晚上再讨论表格的事，并通过电话填写了保险索赔。

## 2004年2月9日（星期一）

### 准备和离开
2月9日星期一午夜之后，穆雷用她的电脑在MapQuest上搜索去佛蒙特州波克夏和伯灵顿的路线。穆雷与他人已知的首次接触是在2月9日，当时她在下午1点向她的男友发送电子邮件时说：“我收到了你的消息，但说实话，我不想和任何人说话，但我保证今天给你打电话。”她还打了一个电话，咨询租住她的家人以前度假时住的同一间巴特利特公寓协会的公寓的事情。电话记录显示通话持续了三分钟。业主没有把公寓租给穆雷。下午1点13分，穆雷给一位护理学同学打电话，原因不明。
下午1点24分，穆雷发邮件给护理学院的一名工作主管，声称由于她的家人去世，她将离开城市一周（实际上她家里没有人死亡）。她还表示，她回来时会联系他们。下午2点05分，穆雷拨打了一个电话号码，提供有关佛蒙特州斯托的预订酒店的记录信息。电话持续了大约五分钟。下午2点18分，她打电话给男友，留下了一个留言，承诺他会在晚些时候再打过来。此通话在一分钟后结束。在她的车里，穆雷包装好衣服、洗漱用品、大学教科书和避孕药。后来搜查她的房间时，校园警察发现她的大部分物品都装在箱子里，墙上的艺术品被取走。目前尚不清楚穆雷是否是在那天包装了它们，但警方称它们在周日晚上和周一早上之间已经打包。在箱子上方有一封打印的给穆雷男友的电子邮件，从中表明他们的关系有问题。下午3点半左右，她开着黑色的1996年产土星S系列轿车驶出校园。 由于暴风雪，当天大学的课程已被取消下午3点40分，穆雷从ATM取款280美元。监控录像显示她是一个人。在附近的一家酒类商店，穆雷购买了价值40美元的酒精饮料，包括百利甜酒、甘露咖啡力娇酒、伏特加以及一盒风时亚红酒。录像再次显示她在购买时一直是一个人。在当天的某时，她还从马萨诸塞州的汽车注册处获得了事故报告表格。穆雷随后在约下午3点50分离开阿默斯特，可能通过91号州际公路北上。她在下午4点37分查看她的语音邮件，这是她最后一次使用手机。目前没有迹象表明她将目的地告诉了别人或者她已选好了一个目的地。

### 失踪
112号公路上朝向西南的直角转弯，可以看到谷仓。

#### 晚上7点27分，汽车事故
下午7点后的一段时间，新罕布什尔州伍兹维尔的一位居民在她家门外听到一声巨响。通过她的窗户，她可以看到一辆汽车冲进了112号公路旁的雪堆。这辆汽车向西行驶在路的东侧。她于晚上7点27分给格拉夫頓縣警署打电话报告事故。根据911日志，这名女子声称看到一名男子在车内吸烟。不过，她后来表示，她没有看见一个人，也没有看见有人抽烟，而是看到了汽车内部发出的红光，可能来自手机。大约在同一时间，另一个邻居看到了这辆车以及有人在车辆周围走动。她又看到第三个邻居冲向车旁。
那个邻居，一名校车司机，注意到这名年轻女子没有流血或明显伤口，但却冷得发抖。他提出打电话寻求帮助。她请求他不要给警察打电话（一份警察报告说是“恳求”），并向他保证她已经打电话给AAA（AAA没有任何此类电话记录）。由于该地区没有信号塔，这名司机回到家并打电话给警察。警署在晚上7点43分收到他的电话。在他打电话的时候，他看不到穆雷的车，但是发现有几辆车在路上经过（警察到来之前）。另一位当地居民宣称她在晚上7点37分左右开车下班时通过现场，看到一辆警用SUV面向穆雷的车头停在那。她靠近了一段距离，没有看到车内或车外的任何人，并决定继续回家。这位证人的说法与官方警察记录相矛盾，后者指出哈佛希尔的警察是在九分钟后到达的。

#### 晚上7时46分，警方抵达现场

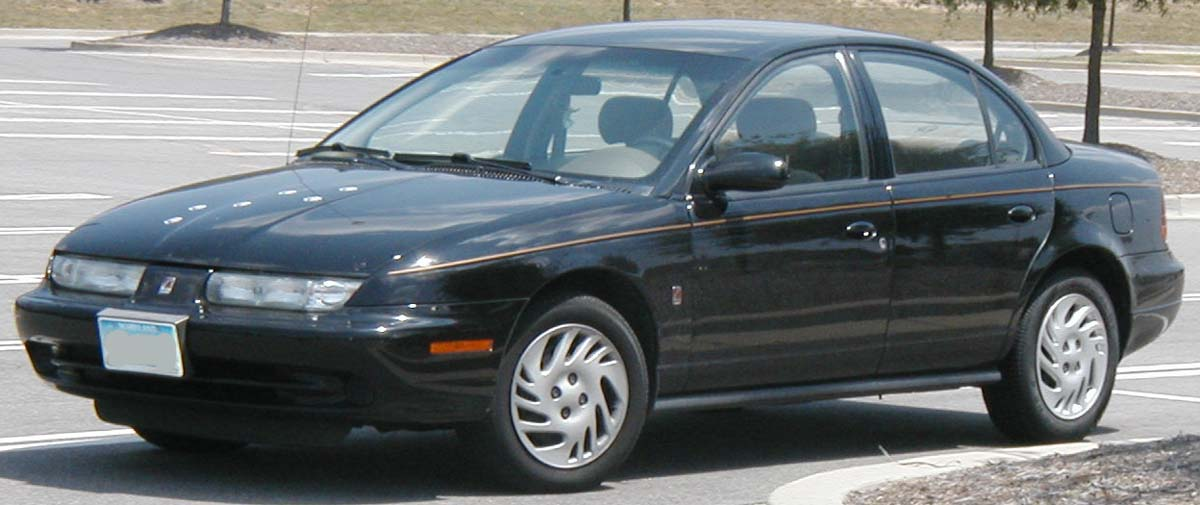
一辆黑色的第二代土星S系列车，与穆雷驾驶的车相同。

根据警察的官方日志，在下午7点46分，一位黑弗里尔的警察到达现场。没有人在车内或车外。 这辆车撞上了驾驶员侧的树，严重损坏了左前大灯，并将汽车散热器和风扇压在一起，导致其无法使用。 汽车的挡风玻璃在驾驶员侧裂开，两个安全气囊都释放了。车是被锁上的。
他在车内外发现了红色的污渍，看起来是红酒。在车内，这名警察在后排座位上发现一个空啤酒瓶 和一盒包装有破损的风时亚葡萄酒。他还发现了一张发给穆雷的AAA卡，空白的事故报告表，手套，光盘，化妆品，钻石首饰，两套MapQuest佛蒙特州驾驶路线图，穆雷最喜爱的毛绒动物以及《不是没有危险》——一本关于登上白山山脈的书。穆雷的借记卡，信用卡和手机没有找到，她失踪后这些卡没有被找到或使用过。警方后来报告说，一些她买的饮料的瓶子也不见了。
昆西的《爱国者总账》（美国杂志）的记者乔·麦吉总结到：“在一个急转弯时，她驶下了公路。她的车撞上了一棵树，同时一位当地的住户开着公交车经过。他问她是否需要帮助，她拒绝了，大约10分钟后，警察出现在现场，莫拉·穆雷则失踪了。

#### 晚上8点至9点30分，声称的目击
8时至8时30分，一名从弗兰科尼亚回家的承包商看到一名年轻人在112号公路东侧快速步行，即穆雷的车辆被发现的地点向东约4至5英里（6至8公里）处。他指出这个年轻人穿着牛仔裤，一件黑色外套和一个浅色兜帽。由于自己搞不清楚日期，他没有立即向警方报告，而是在三个月后（在审查他的工作记录时）才得知他在穆雷失踪的那天晚上发现了这个年轻人。
相应警官和巴士司机驱车至此寻找穆雷。 就在晚上8点之前，一辆EMS车和一辆消防车赶到现场。晚上8点49分，汽车被拖到当地一个车库。晚上九点半左右，警察离开了。后来发现穆雷的紧急路边套件的一部分被发现塞入土星的消声管中。 当局在第二天中午12点，即在她最后确认所见的24小时后才宣布穆雷“失踪”。

## 搜索工作

### 初步调查(2004-2005)

#### 2004年2月-6月
2月10日下午12点36分，发布了穆雷的"全面搜寻"公告。据公告，她身穿深色外套，牛仔裤和黑色背包。下午3点20分，弗雷德·穆雷的家庭电话上留下了一个语音留言，声称发现她的车被遗弃了。他在州外工作，没有接到这个电话。下午5点，穆雷的姐姐联系了她的父亲，向他告诉了情况。然后，他联系了黑弗里尔警局，并被告知如果第二天早上穆雷没有确认安全，新罕布什尔渔猎部门将开始搜索。下午5点17分，黑弗里尔警方宣布穆雷“失踪”。
2月11日，穆雷的父亲在黎明前抵达黑弗里尔。上午8点，新罕布什尔渔猎部门、穆雷的家人和其他人员展开了搜索。一只警犬记住了距离车辆发现点向东100码（91.4米）发现的一只穆雷的手套的气味，它展开了追踪，但之后闻不到气味了。这向警察表明，她是通过另一辆车离开此地的。下午5点，穆雷的男朋友和他的父母抵达黑弗里尔。他先被单独审讯，之后他的父母也加入了审讯。下午7点，警方表示穆雷来到该地要么是为了逃离家乡，要么是为了自杀；她的家人认为这不太可能。
穆雷的男朋友在飞往黑弗里尔期间关掉了手机。在某个时候，他收到了一个他认为是穆雷抽泣的音频信息。呼叫被追踪到一张美国红十字会的电话卡。
2月12日，穆雷的父亲和她的男朋友在新罕布什尔州的伯利恒举行了晚间新闻发布会，第二天发布了第一份新闻报道。下午3:05，警方报告穆雷可能前往了新罕布什尔州112号高速公路地区，她“被列为濒危，可能已自杀的人员”。警方报告还称穆雷在车祸现场出于醉酒状态，尽管巴士司机说她没有表现出受伤迹象。黑弗里尔警察局长说：“我们担心她的沮丧情绪，或自杀。”
穆雷失踪后一星期，她的父亲和男友被CNN的美国早晨节目采访。 穆雷的家人将他们的搜寻范围扩大到佛蒙特州，并因当地警方没被通知穆雷的失踪而沮丧。
虽然失踪人员案件通常由当地和州警察处理，但联邦调查局在她失踪10天后加入了调查。FBI采访了从马萨诸塞州赶来的家人，黑弗里尔警察局长宣布现在正在全国范围内进行搜查。在她失踪十天后，新罕布什尔州渔猎部进行了第二次地面和空中搜索，使用了带热成像仪的直升机和搜救犬。2月26日，穆雷的姐姐发现靠近法国池东路旁边一条僻静小道的雪地里有一把扯下的白色女性内衣，但DNA检测发现内衣不属于穆雷。
2月底，警方将穆雷车上发现的物品归还给她的家人。3月2日，家人退掉了他们汽车旅馆的房间，他们因搜索而疲惫不堪。弗雷德·穆雷几乎每个周末都回来继续搜寻。4月，黑弗里尔警方通知他有侵犯私人财产的投诉。2004年3月，·布莱安娜·梅特兰在佛蒙特州的蒙哥马利失踪，距穆雷在伍兹威尔的最后一次目击地点66英里（110公里），因为两次失踪案的相似性，他们受到了媒体和司法部门的关注和比较。然而州警方表示两起案件之间没有联系。
先在4月，后在6月，新罕布什尔州和佛蒙特州的警方两次否定了穆雷案和梅特兰案之间存在任何关联。在一篇新闻稿中，他们表示他们相信“穆雷想前往一个不为人知的目的地，可能进行了一次乘车以到达那个位置”，并补充说他们没有发现任何证据表明已经发生犯罪。他们否定了有连环杀手参与的可能性。

#### 2004年6月–2005年12月
7月1日，警方从家人那里检索了穆雷车辆中的物品，以进行司法鉴定。7月13日，近100名搜索者进行了半径一英里（1.6公里）的搜索，其中包括州警官、救援人员和志愿者。这是围绕事故区域进行的第四次搜索，也是第一次在地面上没有积雪时的搜索。警方最想找到穆雷的黑色背包，但不在她的汽车中。警方表示搜查“没有决定性的发现”。
2004年末，据说一名男子向穆雷的父亲提供了一具锈迹斑斑的刀，该刀属于该男子的兄弟，他有犯罪前科，并且住在距离汽车发现点不到一英里的地方。据称他的兄弟和他兄弟的女朋友在穆雷失踪后表现得很奇怪，该男子的兄弟声称他相信这把刀被用来杀死穆雷。几天后，刀被交给穆雷的父亲。这名男子的兄弟可能报废了他的沃尔沃车。这名男子的家属说他编造了这个故事，以便获得调查奖金，而且他有吸毒史。
2005年，弗雷德·穆雷请求新罕布什尔州州长克雷格·本森寻求帮助，并于2004年11月出现在蒙特尔·威廉姆斯脱口秀上宣传该案。 2005年2月9日，穆雷失踪一周年时，汽车被发现的地方举行了一次维护，她的父亲与新罕布什尔州州长约翰·林奇短暂会面。
2005年底，弗雷德向多家执法机构提起诉讼，目的是查看案件档案。2005年11月1日，一个名为“汤姆·戴维斯”用户登录“不无危险”留言板，这是专门讨论穆雷失踪案的留言板。他声称看到了一个黑色背包出现在距离伍兹维尔约30英里（48公里）处的佩米奇瓦塞特景区厕所的后面。穆雷曾拥有一个黑色背包。高级助理司法部长杰弗里·斯特雷津表示，执法部门“重视背包”，但没有透露它是否被带去做司法鉴定。

### 后续搜索(2006-2010)
新罕布什尔州调查人员联盟，10名退休警察和侦探和莫莉·比什基金会于2006年开始处理这起案件。前警察局长兼马萨诸塞州持牌私人侦探协会成员汤姆·沙姆沙克说：“看来……这不仅仅是一个失踪案件。可能发生了不祥的事情。”2007年，阿肯色州的“让我们带他们回家”组织提供了7.5万美元悬赏可以解决她失踪的情报。
2006年10月，志愿者在穆雷的汽车发现点几英的里范围内进行了为期两天的搜索。在距离事故点大约1英里（1.6公里）的A型房屋的壁橱里，尸体搜索犬变得“精神发狂”，可能会发现了人类尸体的迹象。这所房子曾是在2004年给弗雷德穆雷生锈的刀的男人哥哥的居所。家中的地毯样本被送到新罕布什尔州警局，但结果从未向公众发布。 2008年7月，志愿者再次在黑弗里尔的树木繁茂的地区进行为期两天的搜索。该小组由狗和持牌私人侦探组成。
穆雷的案件是新罕布什尔州的无头案单位的支持者引用的2009年的案例之一。她的案件在当年晚些时候被添加到新成立的无头案件中。2010年，弗雷德·穆雷公开批评警方将穆雷的案件作为失踪人员案件进行调查，而不是刑事案件，并呼吁联邦调查局参与调查。 杰弗里·斯特雷津在2009年2月说：调查仍然积极，“我们不知道穆雷是否是受害者，但国家将其视为潜在的凶杀案。它也许是一个失踪人员案件，但它是被视为刑事案件来调查”。

### 进一步发展(2011-现在)
2012年初，穆雷案的关注者开始注意到一位名为“Mr112dirtbag”的YouTube用户，他发布了一系列在线视频，一些人认为这些视频包含了穆雷失踪的秘密线索。穆雷的家人和专业犯罪学家则认为这些视频是一种“残忍且丑陋”的博得关注的伎俩。
2014年，在穆雷失踪十周年之际，斯特雷津表示：“自从她失踪的那天晚上起，我们就没有可靠的穆雷的目击。”在纽约每日新闻上发表的一篇文章中，弗雷德·穆雷认为她已经死亡，她在她失踪的那天晚上被绑架。
2017年2月9日，即穆雷失踪十三周年，斯特雷津在给波士顿环球报的一封电子邮件中写道：“这仍然是一个开放的案件，正处于活跃期，但随着时间推移它会变得冷淡。这次没有新情报可以分享。” 

## 影响
穆雷的失踪案件已经被称为“社交媒体时代的第一个犯罪之谜”，并引发了媒体和公众的猜测，特别是在网络论坛和留言板上。 比尔·詹森2014年在《波士顿》杂志写道：“至少现在在网络上看来，这个案件似乎不是无头案件，但莫拉·穆雷失踪时，社交网站还处于起步阶段，没有YouTube更没有Twitter。在穆雷失踪的那一天，Facebook只发布了五天。所以你在阅读她案件历史的时候，也在阅读网络探案演变的历史。" 2004年11月，穆雷的另一个堂兄创建了网站mauramurray.com。 2005年，关于穆雷失踪的积极讨论被websleuths.com记录，并且在2007年，Facebook和Myspace创建了致力于帮助找到她的页面。

### 媒体描述
20/20的一集比较了穆雷案和布鲁克·威尔伯格案。威尔伯格在穆雷失踪几个月后在俄勒冈州失踪，后来发现被谋杀。穆雷的失踪被引用在两个剧集上：第1季第6集和第4季第7集。
非虚构小说《真实犯罪成瘾者：我如何在莫拉·穆雷的失踪案中迷失》的主题是穆雷的失踪案。小说作者，记者詹姆斯·雷纳在其中提出了如下理论：穆雷用双人车前往新罕布什尔州旅行，故意消失，在别处开始了新生活；或者她是被她认识的人谋杀。穆雷的父亲弗雷德和直系亲属反驳了这种理论。弗雷德·穆雷认为他的女儿被绑架并已死亡。